# Phidippus procus
Phidippus procus är en spindelart som beskrevs av Karsch 1879. Phidippus procus ingår i släktet Phidippus och familjen hoppspindlar. Inga underarter finns listade i Catalogue of Life.